# Stenen van Mora

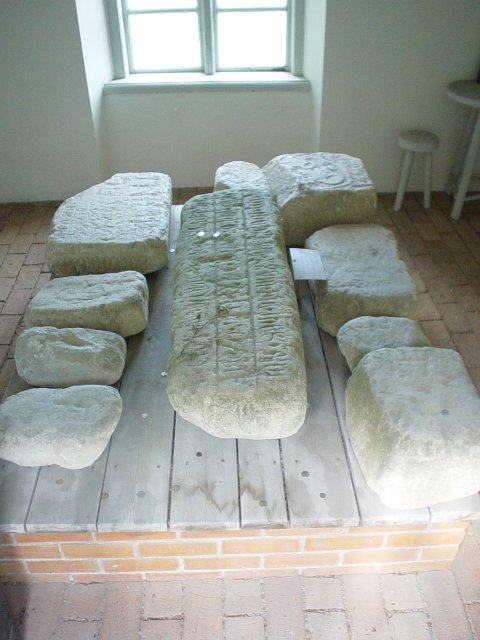
Stenen van Mora

Op de Stenen van Mora (10 km ten zuiden van Uppsala) werden in de middeleeuwen de koningen van Zweden gekroond. De oorsprong van de traditie is onbekend. Was er een koning gekozen, dan nam hij plaats op een van de stenen en werd hij door zijn onderdanen toegejuicht. Rond deze steen lagen andere die herinnerden aan de verkiezing van vroegere koningen. Een van de overgebleven stenen is de steen met de drie kronen, het symbool van Zweden, en herinnert aan de kroning van Albrecht van Mecklenburg. Het gebruik van de stenen is gedocumenteerd tussen 1275 en 1457.
Omstreeks 1515 werd de schrijn van de stenen om politieke redenen vernield. In 1770 werd er een nieuw gebouw neergezet om de bewaard gebleven stenen te huisvesten.